# Kohtla-Nõmme
Kohtla-Nõmme je estonský městys spadající pod samosprávnou obec Toila v kraji Ida-Virumaa.